# 草露寶光

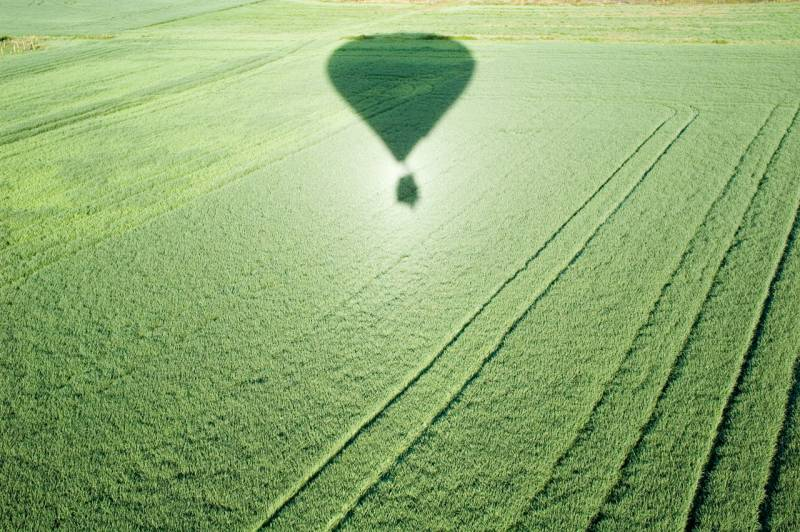
寶光，或是熱點圍繞在熱氣球投射在牛津郡一個農地的陰影四周。

草露寶光或簡稱寶光（來自於德文 “Heiligenschein” 意為“halo”（光環）或“aureola”（光背），字面意思為“神聖的光”，發音：[ˈhaɪlɪɡənˌʃaɪn]）（參見條目暈，光學現象）是一種光學現象，它會在觀眾頭部的影子周圍創造光環或亮緣。
在攝影測量和遙感更習慣稱之為熱點，這是因為接近陰影周圍的後向散射比率減少的緣故。它也可能因為陰影所落在的表面具有特殊的光學特性而創造出來。已知乾燥的塵土飛揚表面和有露水的草類化合物兩者都具有這樣的特性。接近球形的露珠充當透鏡，將光線集中在它們的下方。有些光會因為後向散射穿過露珠返回它們來源的方向，這使得反日點出現亮光。

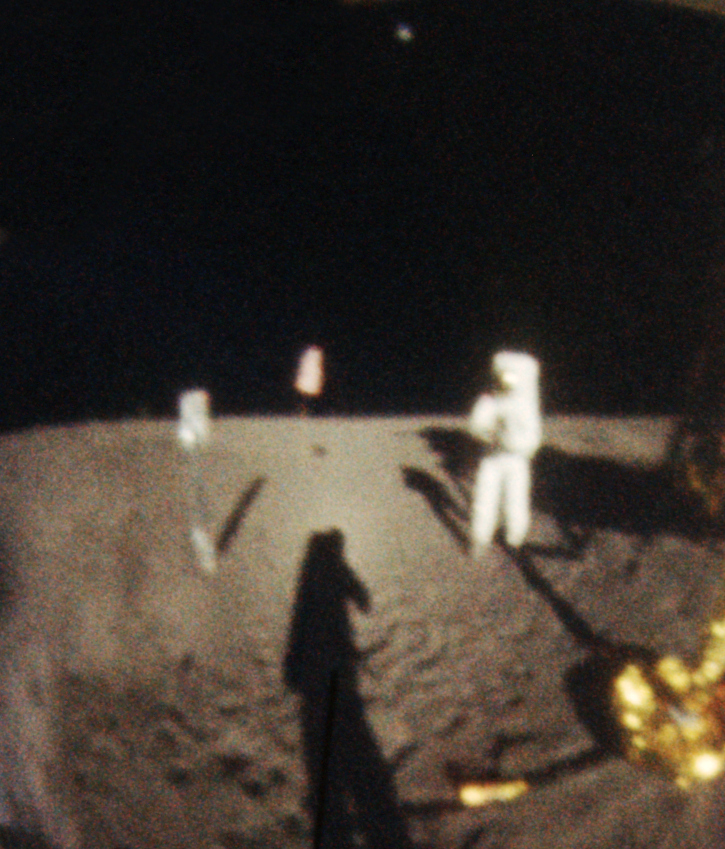
由於月球風化層極端的復歸反射性質，巴兹·奥尔德林影子的頭部有寶光環繞著。這是來自艾德林頭盔上遮陽罩的反射，一幅著名的剪裁影像。在右邊的白色影像是攝影者，尼尔·阿姆斯特朗。

光環（Glory）是與此相似的暈象，但是產生的機制不同。

## 外部連結
- A site showing examples of a Heiligenschein （页面存档备份，存于）
- What causes heiligenschein （页面存档备份，存于）